# Kontent (czasopismo)
Kwartalnik KONTENT – kwartalnik krytycznoliteracki, ukazujący się od czerwca 2017 roku w Krakowie. Czasopismo poświęcone jest głównie poezji najnowszej, ze szczególnym uwzględnieniem autorów urodzonych po roku 90. Jego cechą szczególną jest to, że każdy tekst literacki opublikowany w nim opatrzony jest komentarzem krytycznym.
Pierwszy numer KONTENTu ukazał się 8 czerwca 2017 roku, od tamtego czasu ukazały się dwa kolejne wydania. Wydawcą pierwszego numeru był Marcin Świątkowski, kolejnych zaś Fundacja KONTENT. Do końca 2022 roku ukazały się 22 numery. Na łamach czasopisma publikowana jest poezja najnowsza, fragmenty prozy, szkice i eseje krytyczne, jak również recenzje i polemiki. Wśród autorów wymienić można Szymona Słomczyńskiego, Tomasza Bąka, Katarzynę Fetlińską, Adama Kaczanowskiego, Jacka Dehnela, Małgorzatę Lebdę, Dawida Mateusza, Agnieszkę Wolny-Hamkało, Julię Fiedorczuk czy Ilonę Witkowską zaś wśród krytyków Pawła Kaczmarskiego, Martę Koronkiewicz, Paulinę Małochleb, Jakuba Skurtysa czy Rafała Gawina. Oprócz uznanych twórców kwartalnik publikuje również wybrane propozycje wydawnicze debiutantów.
Czasopismo ukazuje się w wersji elektronicznej i jest dostępne całkowicie za darmo na platformie ISSUU oraz do pobrania ze strony internetowej kwartalnika. Dodatkowo, każdy numer drukowany jest w niewielkim, limitowanym (ok. 50 sztuk) nakładzie i dostępny dla czytelników w trakcie premiery. Od 2020 roku magazyn wychodzi wyłącznie w wersji elektronicznej W 2018 roku czasopismo otrzymało dofinansowanie MDKiN.

## Działalność wydawnicza
Przy kwartalniku działa wydawnictwo, którego skład redakcji jest analogiczny do składu redakcji pisma. W ramach jego działalności ukazało się jak dotąd antologia poezji KONTENT wybrany. Antologia 2017 - 2020, oraz sześć książek poetyckich:
- Paulina Pidzik, (wejście w las), Kraków 2019
- Piotr Jemioło, Nekrotrip, Kraków 2019 (Nagroda im. Kazimiery Iłłakowiczówny 2019)[11]
- Filip Matwiejczuk, Różaglon, Kraków 2020
- Patryk Kosenda, Największy na świecie drewniany coaster, Kraków 2021
- Agata Puwalska, Paranoia Bebop, Kraków 2022
- Filip Matwiejczuk, Pasożyt, Kraków 2023
- Jan Rojewski, Ocalałe 2030, Kraków 2023.